# Разрушительница оков
«Разрушительница оков» (англ. Breaker of Chains) — третий эпизод четвёртого сезона фэнтезийного сериала канала HBO «Игра престолов», и 33-й во всём сериале. Сценарий к эпизоду написали создатели сериала Дэвид Бениофф и Д. Б. Уайсс, а режиссёром стал Алекс Грейвз. Премьера состоялась 20 апреля 2014 года.
Эпизод в целом получил похвалу от критиков, но вызвал публичные споры по поводу решения изобразить половой контакт между Джейме и Серсеей Ланнистерами как изнасилование.

## Сюжет

### В Королевской Гавани
После убийства короля Джоффри (Джек Глисон) Санса (Софи Тёрнер) с помощью Донтоса (Тони Уэй) сбегает с пира. Серсея (Лина Хиди) и Тайвин (Чарльз Дэнс) приказывают запереть городские ворота и задержать все корабли, пока в столице не найдут Сансу. Донтос и Санса прибывают на лодке к кораблю, скрывающемуся в тумане, где их приветствует лорд Петир Бейлиш (Эйдан Гиллен). Бейлиш, опасаясь, что Донтос со временем раскроет его заговор, приказывает своему арбалетчику убить пьяницу-шута. Бейлиш также раскрывает Сансе, что подаренное Донтосом ожерелье тоже обман.
В городском саду Оленна (Дайана Ригг) и Маргери (Натали Дормер) обсуждают убийство Джоффри, после которого Маргери не королева. Возле тела Джоффри в Великой Септе Бейелора Тайвин разговаривает с младшим братом умершего короля Томменом (Дин-Чарльз Чэпмен) о наследовании трона и о качествах, какими король должен обладать, затем оставляет Серсею у тела Джоффри одну. Джейме (Николай Костер-Вальдау) прибывает в зал и утешает сестру. Та считает, что Тирион (Питер Динклэйдж) ответственен за смерть Джоффри и просит Джейме убить его до начала суда, боясь, что он вывернется. Джейме не верит в это и отказывается, но Серсея продолжает настаивать. Несмотря на возражения Серсеи, Джейме занимается с ней сексом подле тела их сына.
Во время оргии принца Оберина Мартелла (Педро Паскаль) и Элларии Сэнд (Индира Варма) их прерывает Тайвин и просит Оберина поговорить с ним наедине. Тайвин утверждает, что из ненависти к Ланнистерам Оберин мог приложить руку к убийству Джоффри, но Оберин отвергает его обвинения и встречно обвиняет Тайвина в том, что тот приказал сиру Григору «Горе» Клигану изнасиловать и убить его сестру, Элию. Тайвин отрицает обвинения и обещает Оберину возможность встретиться с Горой в обмен на то, что Оберин выступит в качестве одного из трёх судьей на суде над Тирионом, а также предлагает Оберину стать членом Малого совета.
Тириона навещает в темнице его сквайр, Подрик (Дэниел Портман). Он говорит Тириону, что суд над ним состоится через две недели и что Сансу никто не видел со дня королевской свадьбы. Перед тем как уйти, Подрик признается Тириону, что его просили дать показания против Тириона в обмен на рыцарство. Тирион приказывает ему привести к нему Джейме, а затем бежать из города, поскольку он опасается за жизнь Подрика.

### На Стене
Сир Аллисер (Оуэн Тил) и Янос Слинт (Доминик Картер) дразнят Сэмвелла (Джон Брэдли), так как они не верят, что он смог убить Белого Ходока. Сэмвелл говорит с Лилли (Ханна Мюррей) и предлагает ей переехать в Кротовый городок для её же безопасности, рассказывая, что многие из братьев Ночного Дозора были когда-то арестованы за изнасилование. Лилли хочет остаться в Чёрном Замке, но они отправляются в Кротовый городок, где Сэмвелл находит ей временное жильё.
Группа одичалых во главе с Тормундом Великаньей смертью (Кристофер Хивью) совершает набег на маленькую деревню, а магнар теннов Стир (Юрий Колокольников) заставляет единственного оставшегося живым маленького мальчика бежать в Чёрный Замок и рассказать Ночному Дозору, что они сделали с деревней. На собрании сир Аллисер говорит, что их долг защищать Стену, на что эхом отозвался мейстер Эймон (Питер Вон). Когда Аллисер спрашивает Джона (Кит Харингтон), тот неохотно соглашается, что для них важнее Стена, пока его не прерывает рёв рога, сообщающий о возвращении патрульных. Прибывшие разведчики Эдд Толлетт (Бен Кромптон) и Гренн (Марк Стэнли) сообщают им, что Карл и его банда мятежников живут сейчас в Замке Крастера. Джон говорит о том, как он солгал Мансу Налётчику, сказав, что Дозор насчитывает тысячу людей, охраняющих Стену; на самом деле их в 10 раз меньше. Джон говорит, что они должны пойти на Север и убить мятежников прежде, чем Манс узнает правду о силах Ночного Дозора.

### На Драконьем Камне
Давос (Лиам Каннингем) зачитывает Станнису (Стивен Диллэйн) присланное в Драконий Камень письмо, сообщающее о смерти Джоффри. Станнис утверждает, что это является результатом обряда с пиявками и кровью Джендри, проведённого жрицей Мелисандрой. Он отчитывает Давоса за освобождение Джендри и за то, что им не удалось поднять армию на свою сторону. Давос предлагает нанять наёмников из Эссоса, но Станнис сетует на отсутствие золота. Затем Давос навещает дочь Станниса Ширен (Керри Инграм), которая продолжает учить его читать. Во время урока к Давосу неожиданно приходит идея, и он просит Ширен под диктовку написать письмо Железному Банку Браавоса от имени Станниса.

### В Речных Землях
Пёс (Рори Макканн) и Арья (Мэйси Уильямс) продолжают своё путешествие на восток, в сторону Долины Аррен. Они встречают фермера, едущего с маленькой дочкой на повозке, и тот предлагает им кров и еду. За ужином Пёс соглашается поработать на фермера, готового платить серебром, однако утром избивает его и отнимает деньги, несмотря на яростный протест Арьи.

### За Узким морем
Дейенерис (Эмилия Кларк) прибывает к стенам Миэрина, из ворот выезжает лучший воин города и в оскорбительной форме вызывает на поединок. Сир Джорах (Иэн Глен) сообщает ей, что следует ответить на вызов. Её советники спорят за шанс отличиться, из вызвавшихся она выбирает Даарио Нахариса (Михиль Хаусман). Даарио с лёгкостью убивает чемпиона. После победы в поединке Дейенерис говорит городским рабам о победах в Астапоре и Юнкае и освобождении местных рабов. Затем она приказывает задействовать катапульты, только вместо боевых снарядов они стреляют бочками, которые наполнены сломанными ошейниками рабов как знак свободы, которую она намеревается принести им.

## Производство

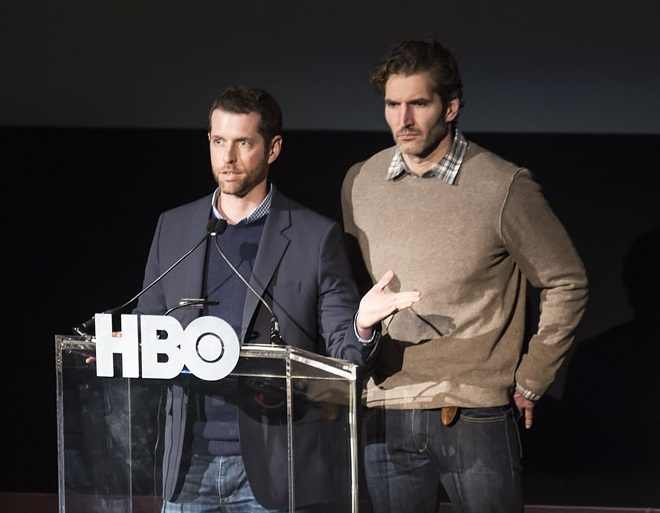
Сценарий к эпизоду написали создатели сериала Дэвид Бениофф и Д. Б. Уайсс.

«Разрушительницу оков» написали исполнительные продюсеры Дэвид Бениофф и Д. Б. Уайсс, основываясь на книге «Буря мечей» Мартина. Противоречивая сцена с Джейме и Серсеей была адаптирована из главы 62 из «Бури мечей» (Джейме VII). Другое содержимое пришло из глав Санса V, Тирион IX и Дейенерис V.

## Реакция

### Рейтинги и общая реакция
«Разрушительницу оков» посмотрели 6.6 миллионов людей в течение первого часа. Другие 1.6 миллионов посмотрели её во время повтора. Критики хорошо приняли эпизод, по данным Rotten Tomatoes, 95% рецензий были положительными. Мэтт Фаулер из IGN написал, что эпизод имеет дело «с прямыми последствиями жестокой кончины короля Джоффри, хотя это также кажется самым большим лишением первых трёх эпизодов» и что он «заканчивается большим, грандиозным моментом для Дейенерис — хотя если кто-то собирался сравнить её запуск канистр, наполненных сломанными кандалами, через стены Миэрина с прошлогодними поджогом Астапора и кражей всей армии (которые произошли в конце 4-го эпизода), то этому моменту на хватало „живости“.»

### Сцена изнасилования
Эпизод привлёк противоречия из-за сцены, где Джейме Ланнистер навязывает себя Серсее Ланнистер в Великой Септе Бейелора. В этом эпизоде Серсея многократно говорит Джейме «нет», «остановись» и «это не правильно», при этом пытаясь оттолкнуть его. В романе-источнике, однако, Серсея сперва отвергает попытки Джейме, но затем изменяет свое отношение, громко говоря «да», в дополнении к важному внутреннему монологу, хотя некоторые читатели посчитали, что это подразумевало изнасилование.
Сцена была вырезана из версии российского онлайн-кинотеатра «Кинопоиск» (контролируется «Яндексом»), как и другие откровенные сцены из сериала.
Алан Сепинуолл из «HitFix» заявил, что зрители интерпретировали сцену как изнасилование: «Хоть на данный момент и нет комментариев по поводу этих обзоров, реакция, которую я увидел в „Твиттере“, в электронной почте и других блогах, говорит о том, что никто не согласен с интерпретацией сцены [режиссёром Алексом] Грейвзом и видят это как изнасилование, ясно и просто.» Сэнди Хингстон из журнала «Philadelphia» написал, что эта сцена возмутила многих зрителей, но заставила других сделать «неуверенные попытки объяснить в комментариях, почему на самом деле это могло не быть изнасилованием.» Критики, включая Эрика Кейна из «Forbes», Сонию Сарайю из «The A.V. Club», Меган Гибсон из «Time», Аманду Маркотт из «Slate», и Алиссу Розенберг из «Washington Post», также увидели сцену как изнасилование.
Режиссёр эпизода, Алекс Грейвз, в интервью «The Hollywood Reporter» описал сцену как «а затем Джейме приближается и насилует её». В другом интервью «HitFix» Грейвз говорит, что «к концу сцена становится согласованной, потому что что-либо [для Джейме и Серсеи] в конечном счёте заканчивается сексуальным возбуждением, особенно упорная борьба.» В интервью «Vulture» Грейвз развивает мысль дальше: «Согласованная часть сцены заключалась в том, что она обхватила его своими ногами, и держится за стол, явно не для того чтобы сбежать, а чтобы быть уверенной в том, что происходит. А также, думаю, ясно то, что до того как они ударились об пол, она начинает контакт с ним. (…) пока он не срывает её нижнее белье, она собирается поцеловать его в ответ.» Грейвз заявил, что для него и других, кто был вовлечен в процесс съёмки сцены, было важно указать зрителям, что сексуальные притязания не были полностью односторонними, и он надеется, что этот аспект не будет пересмотрен. Отмечая, что во время съёмок «никто в действительности не хотел говорить о том, что происходит между двумя персонажами», он описывает сцену как «одну из моих любимым сцен, какие я когда-либо делал».
Сцену также прокомментировали другие участники создания сериала. Дэвид Бениофф, совместно написавший эпизод и выступающий в качестве шоураннера с Д. Б. Уайссом, описал взаимодействие брата и сестры как «своего рода по-настоящему шокирующей сценой, потому что вы, очевидно, прямо там видите тело Джоффри и что Серсея сопротивляется этому. Она говорит „нет“, а он навязывает себя ей. Поэтому это действительно была неудобная и сложная для съёмки сцена.» Джордж Р. Р. Мартин, автор романов, по которым был адаптирован сериал, сказал, что в шоу динамика между Джейме и Серсеей отличается, потому что, в отличие от книг, «Джейме как минимум вернулся на недели, возможно, дольше.» Он сказал, что в то время как съёмки остаются теми же, «в книгах ни один персонаж не находится в одном и том же месте» и что он догадывается, что это «может быть из-за того, что Дэн [Уайсс] и Дэвид [Бениофф] по-разному сыграли септу.» Мартин добавил, что он никогда не обсуждал с ними эту сцену, и что сцена «всегда обещала быть волнующей… но [я] отрицаю, что она побеспокоила людей по другим причинам.» Николай Костер-Вальдую, который играет Джейме, сказал в интервью, что, в то время как многие увидели сцену как жёсткое изнасилование, «очевидно, она никогда не должна была быть такой. Я понимаю, что кто-то может увидеть это так, но для нас это было гораздо сложнее.» Лина Хиди, которая играет Серсею, отказалась давать комментарий по поводу того, интерпретировала ли она секс как совместный, но сказала, что «это очень сложный момент по многим причинам (…) Была такая необходимость, это было неправильно, но всё же это было прекрасно, и опять таки неправильно, но получилось так, как получилось. И я была по-настоящему счастлива [по поводу сцены].»
По словам Сарайи, выбор сериала показать эту сцену как изнасилование показался актом «эксплуатации в целях шокировать». Маркотт и Джош Уиглер из MTV прокомментировали, что сцена изнасилования могла навредить искуплению персонажа Джейме от его прежних преступлений, а Маркотт написала, что после изнасилования его репутация никогда бы не восстановилась. Дастин Роулз из «Salon» отметил, что зрители, которые ранее могли симпатизировать Джейме несмотря на его прежние преступления: убийства и инцест, теперь разозлились на создателей сериала «за то, что они позволили ужасному человеку сделать что-то ужаснее, чем то, что наше сознание дало бы нам простить.» Эндрю Романо из «The Daily Beast» высказал мнение, что сцена «не должна была быть изнасилованием. Она должна была быть совместной. Создатели фильма всё запутали.» Он отметил тот факт, что «казалось, что ни режиссёр сцены, ни два актёра, которые играли её не думают, что Джейме изнасиловал Серсею — а сама история продолжает развиваться так, как если бы изнасилования не было, а Джейме по-прежнему является тем персонажем, за которым мы собираемся следить.» Он сказал о том, что зрители «игнорируют изнасилование — по крайней мере, с точки зрения повествования», потому что Бениофф и Уайсс «испортили» его. В более широком контексте Хингстон приписал эпизоду содействие в «ожесточённых спорах о согласии, которое развивается в нашей культуре». Лора Хадсон из «Wired» описала сцену и оценку её режиссёром как «то, что призывает самые опасные мысли о представлении об изнасиловании: что когда женщину, кричащую, чтобы мужчина остановился, кидают на землю, она по-прежнему могла желать глубокого проникновения внутрь неё.» Она считала, что Грейвзу не хватало понимания того, что он снимал сцену изнасилования волнующей, потому что, по словам Хадсон, его комментарии заставили думать, что упорство мужчины могло «„превратить“ изнасилование во что-то обоюдное», и что это «ненормальный, опасный способ взгляда на секс и согласие, то, что основано на идее о том, чтобы заставить женщину отдастся».